# Vịt gỗ
Vịt gỗ, hay còn gọi là vịt Carolina (danh pháp hai phần: Aix sponsa) là một loài chim thuộc Họ Vịt. Vịt Carolina sinh sống ở Bắc Mỹ. Đây là một trong những loài chim nước đầy màu sắc ở Bắc Mỹ.
Vịt Carolina là một loài vịt có kích thước trung bình. Một con trưởng thành điển hình dài từ 47 đến 54 cm, sải cánh dài từ 66 đến 73 cm. Nó có chung gene với loài uyên ương châu Á (Aix galericulata).
Con trống trưởng thành có bộ lông nhiều màu đặc biệt ánh kim và đôi mắt màu đỏ, với một vệ trắng sáng đặc biệt xuống cổ. Con mái, ít nhiều màu sắc, có một vòng mắt-màu trắng và cổ họng màu trắng. Cả hai con trống mái trưởng thành có mào.